# Анкетиль, Луи-Пьер
Луи-Пьер Анкетиль (фр. Louis-Pierre Anquetil; 21 января 1723 —1808) — французский историк.

## Биография
Луи-Пьер Анкетиль родился в столице Франции городе Париже 21 января 1723 года. Получил образование в «Коллеже Четырёх Наций» и в семнадцать лет поступил в конгрегацию Святой Женевьевы.
Проживая в Реймсе, будучи директором тамошней семинарии, он начал писать историю этого города. Его тщательно обработанное сочинение «Гражданская и политическая история Реймса» (3 тома, 1756—57) было доведено только до 1657 года. В 1757 году Анкетиль был назначен приором аббатства Роэ в Анжу, а затем директором «Collège Senlis»; где им было написано сочинение «Esprit de la Ligue» (Париж, 3 т., 1767, и затем 4 т., Париж, 1823).
Заключённый во время революционного террора в Сен-Лазарскую тюрьму, он написал «Précis de l’histoire universelle» (9 т., Париж, 1797; 12 т., 1834).
При основании Французского института Луи-Пьер Анкетиль был назначен членом Второго отделения и вскоре после того получил назначение в министерстве иностранных дел. На этом посту написано им сочинение «Motifs des guerres et des traités de paix de la France» (Париж, 1797).
Книга его «Louis XIV, sa cour et le régent» (4 т., Пар., 1789; 2 изд., 2 т., 1810) — пространное и отчасти интересное собрание анекдотов. Из всех его сочинений наибольшее распространение получила «Histoire de France» (14 т., Париж, 1805; её продолжал и довел до 1862 г. Буллье, 6 томов, изд. в Париже, в 1862 г.), которую он начал по просьбе Наполеона I Бонапарта. Во всех своих трудах Анкетиль не возвышается над уровнем классических исторических хроник.
Луи-Пьер Анкетиль скончался в Париже 6 сентября 1806 года.
Его младший брат Абрахам Гиацинт Анкетиль-Дюперрон прославился как востоковед.